# Суперкубок Індії з футболу 2003
Суперкубок Індії з футболу 2003  — 4-й розіграш турніру. Матч відбувся 19 листопада 2003 року між чемпіоном Індії клубом Іст Бенгал та володарем кубка Федерації клубом Махіндра Юнайтед.
| Володар Суперкубка Індії 2003 |
| ----------------------------- |
|                               |
| Махіндра Юнайтед Перший титул |

## Матч

### Деталі
| 19 листопада 2003 |

| Іст Бенгал | 1:1 пен. 3:4 | Махіндра Юнатед |
| ---------- | ------------ | --------------- |
| Мусах 19'  |              | Абоаг'є 45'     |

| Солт-Лейк-Стедіум, Колкатта |